# Малотино
Малотино (мкд. Малотино) је насеље у Северној Македонији, у крајње северном делу државе. Малотино је насеље у оквиру општине Старо Нагоричане.
Малотино има велики значај за српску заједницу у Северној Македонији, пошто Срби чине мањину у насељу.

## Географија
Малотино је смештено у крајње северном делу Северне Македоније, близу државне границе ка Србији, која се налази 3 km северозападно од села. Од најближег града, Куманова, село је удаљено 25 km североисточно.
Село Малотино се налази у историјској области Средорек, у планинском крају (планина Рујен), на приближно 650 метара надморске висине. Источно од села протиче река Пчиња.
Месна клима је континентална.

## Становништво
Малотино је према последњем попису из 2021. године имало 10 становника.
Претежна вероисповест месног становништва је православље.
| Национални састав према попису из 2021.‍ | Национални састав према попису из 2021.‍ | Национални састав према попису из 2021.‍ | Национални састав према попису из 2021.‍ | Национални састав према попису из 2021.‍ |
| --------------------------------------- | --------------------------------------- | --------------------------------------- | --------------------------------------- | --------------------------------------- |
|                                         |                                         |                                         |                                         |                                         |
| Македонци                               | Македонци                               |                                         | 5                                       | 50%                                     |
| Срби                                    | Срби                                    |                                         | 2                                       | 20%                                     |
| непописани                              | непописани                              |                                         | 3                                       | 30%                                     |